# Таланов, Александр Викторович
Алекса́ндр Ви́кторович Тала́нов (14 августа 1901, Ставрополь, Российская империя — 16 июля 1969, Москва, СССР) — советский писатель, журналист, сценарист. Член Союза советских писателей (1959). и Союза журналистов СССР.

## Биография
Родился 14 августа 1901 года в Ставрополе в семье учёного, агронома-селекционера Виктора Викторовича Таланова (1871—1936). По окончании средней школы участвовал как рабочий в одной из первых экспедиций Севморпути к устью рек Енисея и Пясины. Эти юношеские впечатления от плавания во льдах нашли своё отражение спустя много лет в книге о знаменитом норвежском полярном исследователе Фритьофе Нансене.
В 1920-е годы обучался в Ленинградском институте востоковедения на японском отделении.
В начале 1930-х годов востоковедение как научное направление в СССР было практически уничтожено в ходе репрессий против интеллигенции («Академическое дело», «Дело славистов» и пр.). Отец Александра Таланова также трижды подвергался аресту, тюремному заключению, ссылке.
А. В. Таланов в итоге, проявив свой литературный дар, стал профессиональным журналистом. Сотрудничал сначала в центральных отраслевых газетах «Лёгкая индустрия» и «Экономическая жизнь», потом в журналах «Театр и драматургия» и «Молодая гвардия».
Автор пьесы «Случай на море» и инсценировки романа Жюля Верна «Таинственный остров», которые шли на сцене многих детских театров страны. Балет по его либретто «Алые паруса» был поставлен в Большом театре СССР.
В годы Великой Отечественной войны А. В. Таланов служил рядовым в пехоте, затем, после перевода в авиацию, во фронтовой авиационной печати. В период войны Таланов написал две книги очерков: «Глаза армии» и «Над Берлином», которые посвятил подвигам советских лётчиков.
В послевоенное время в соавторстве с Н. Ромовой написал книгу о первом русском китаеведе Н. Бичурине — «Друг Чжунго» (премирована на конкурсе Детгиза). Также автор книги очерков о Советской Карелии «В стране белых ночей» и повести «Победитель неба».
Большим творческим успехом писателя стал выход в 1960 году в знаменитой серии «Жизнь замечательных людей» книги «Нансен» — на тот момент одной из первых полных научно-художественных биографий Фритьофа Нансена, которую написал российский автор. В 1962 в этой же серии появилась книга «Качалов», а в 1965 в издательстве «Детская литература» — «К. С. Станиславский».
Умер 16 июля 1969 года в Москве в возрасте 67 лет. Похоронен в Москве на Новодевичьем кладбище (колумбарий).

## Семья
- Жена — Серафима Бирман (1890—1976), актриса театра и кино, театральный режиссёр и теоретик.

## Сочинения
- Таланов А. В., Ромова Н. И. Друг Чжунго / А. Таланов, Н. Ромова. — М.: Молодая гвардия, 1955. — 216 с. — 90 000 экз. (в пер.)
- Таланов А. В. Нансен / Художник В. Носков. — М.: Молодая гвардия, 1960. — 304, [18] с. — (Жизнь замечательных людей. Серия биографий. Вып. 8(298)). — 75 000 экз. (в пер.)
- Таланов А. В. Качалов. — М.: Молодая гвардия, 1962. — 240 с. — (Жизнь замечательных людей. Серия биографий). — 115 000 экз. (в пер.)
- Таланов А. В. К. С. Станиславский. — М.: Детская литература, 1965. — 176 с. — 50 000 экз. (в пер.)
- Таланов А. В. Большая судьба: (О М. Ф. Андреевой). — М.: Политиздат, 1967. — 208 с. — 100 000 экз. (обл..)
- Таланов А. В. Чудесный родник. — М.: Детская литература, 1967. — 208 с. — (Школьная библиотека для нерусских школ). — 100 000 экз. (в пер.)
- Таланов А. В. Братья Дуровы. — М.: Искусство, 1971. — 196 с. — (Жизнь в искусстве). — 50 000 экз. (в пер.)